# François de Troy

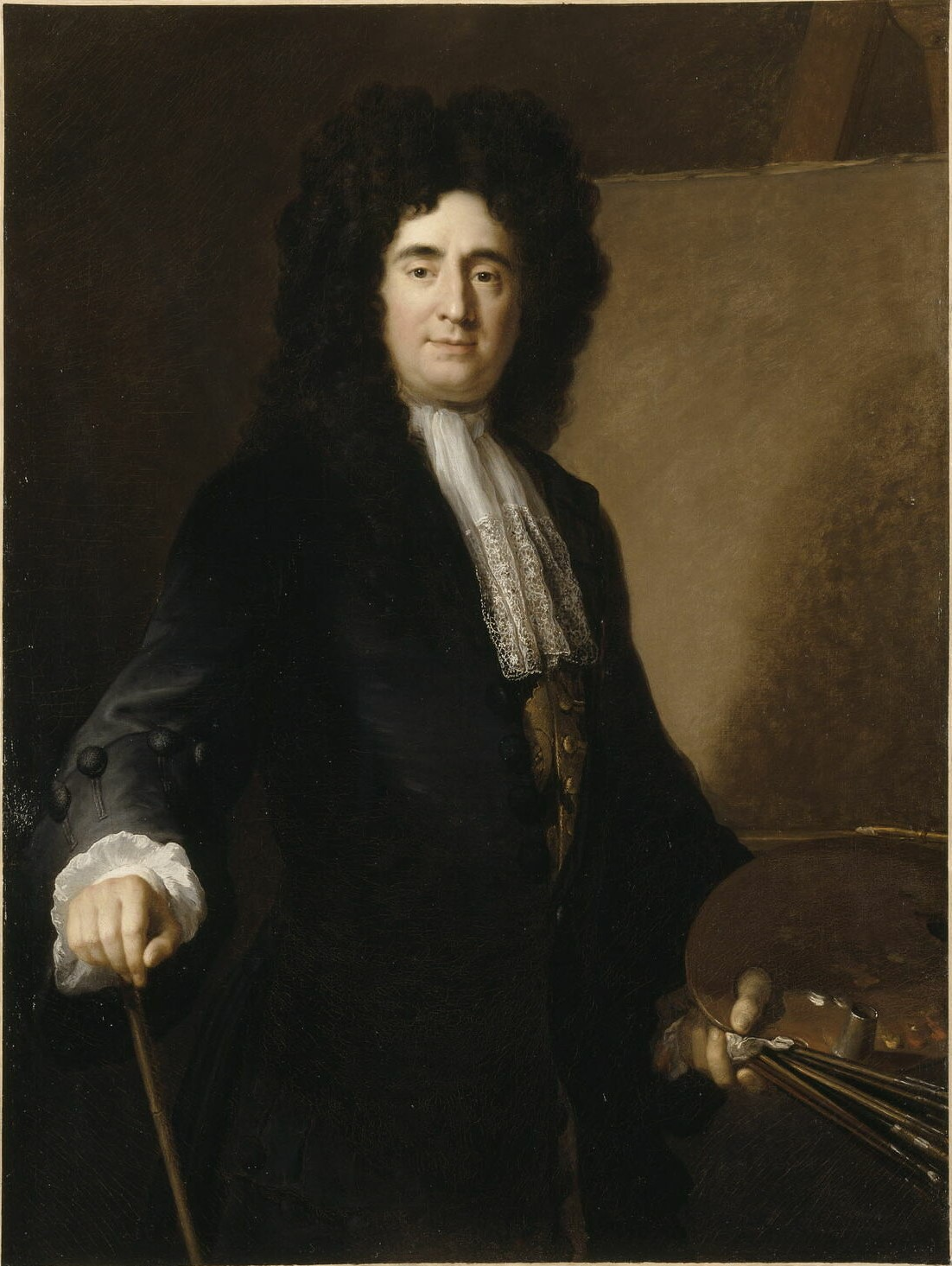
Alexis Simon Belle: François de Troy, Öl auf Leinwand, 18. Jahrhundert

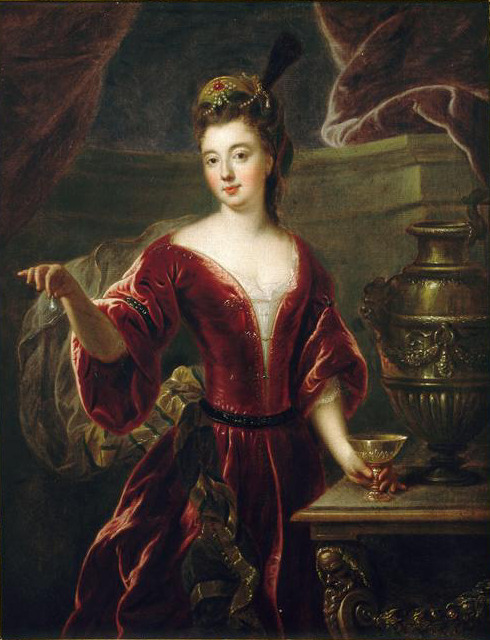
François de Troy: Die Herzogin von Maine als Kleopatra

François de Troy (* 9. Januar 1645 in Toulouse; † 21. November 1730 in Paris) war ein französischer Maler und Graveur.

## Leben
François de Troy stammte aus einer alten Toulouser Künstler-Familie, sein Vater und sein Großvater Jean Troy waren Glasmaler. Auch sein älterer Bruder Jean Troy (1638–1691) wurde als Maler in Montpellier bekannt. François Troy wurde 1645 als fünftes von sieben Kindern von Antoine Troy (1608–1684) und Astrugue Bordes geboren. Über seine Jugend in Toulouse ist wenig bekannt. Möglicherweise traf er zwischen 1659 und 1662 den niederländischen Maler Caspar Netscher in Bordeaux, mit dem er die Spezialisierung auf kleinformatige Porträts teilt. De Troys Bildern wird auch immer wieder eine Ähnlichkeit zur Kunst von Netschers Lehrer Gerard ter Borch sowie Gerard Dou nachgesagt.
Mitte der 1660er Jahre kam de Troy nach Paris und studierte zunächst bei Pierre Nicolas Loir (1624–1679), danach bei dem königlichen Porträtmaler Claude Lefèbvre. 1668 heiratete de Troy Jeanne Cotelle, Schwägerin seines Meisters Loir und selbst Tochter des Malers Jean I Cotelle (1607–1676), mit der er sieben Kinder hatte, darunter der erfolgreiche Maler Jean-François de Troy. Durch seine Lehrmeister kam er in Kontakt mit den wichtigsten Pariser Künstlern, darunter Charles Le Brun, von dem er mit der Ausführung von Teilen seiner Werke betraut wurde. Im Jahre 1674 wurde François de Troy an der Académie royale de peinture et de sculpture mit dem Historiengemälde Merkur und Argus (Paris, École des Beaux-Arts) aufgenommen. Im Laufe seiner Karriere machte er sich einen Namen als Porträtmaler. Ab 1690 war er der Hofmaler des im Exil lebenden englischen König Jakob II. in Saint-Germain-en-Laye. Im letzten Viertel seines Lebens, ab etwa 1710, zeigten sich de Troys Werke beeinflusst von jüngeren Künstlern wie Antoine Watteau, Nicolas Lancret sowie seinem Sohn, und er schuf vermehrt kleinformatige Genreszenen.
François de Troy starb 1730 in Paris.